# Chorebus ibericus
Chorebus ibericus är en stekelart som beskrevs av Griffiths 1967. Chorebus ibericus ingår i släktet Chorebus och familjen bracksteklar. Inga underarter finns listade i Catalogue of Life.